# Кротова Людмила Михайлівна
Людмила Михайлівна Кротова (нар. 23 грудня 1938, місто Кривий Ріг Дніпропетровської області) — українська радянська діячка, машиніст-оператор цеху блюмінг-1 Криворізького металургійного заводу «Криворіжсталь» Дніпропетровської області. Депутат Верховної Ради УРСР 8-9-го скликань.

## Біографія
Освіта середня. У 1956 — 1958 р. — учениця технічного училища.
З 1958 р. — машиніст-оператор цеху блюмінг-1 Криворізького металургійного заводу «Криворіжсталь» імені Леніна Дніпропетровської області.
Потім — на пенсії у місті Кривому Розі Дніпропетровської області.

## Нагороди
- ордени
- медалі